# Flavoproteïna

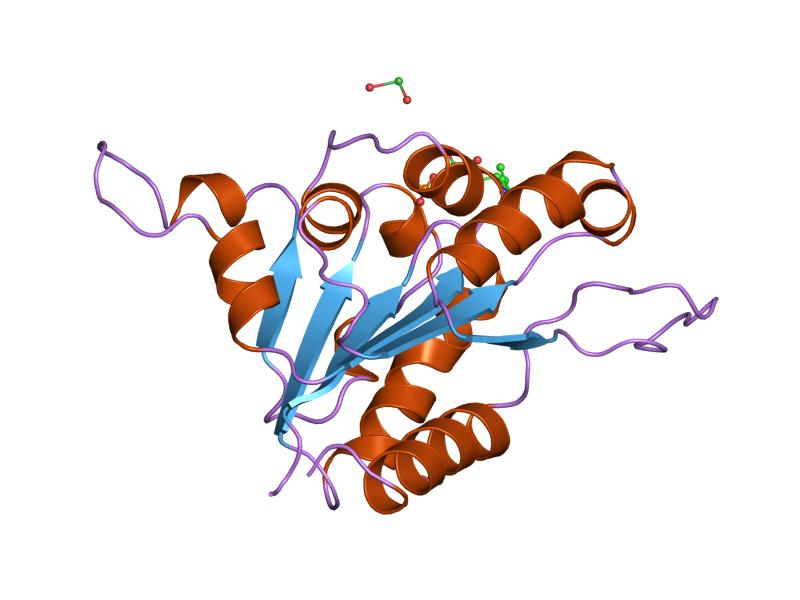
Estructura

Les flavoproteïnes són proteïnes que contenen un nucleòtid derivat de la vitamina B2 (riboflavina): el FAD (flavin adenin dinucleòtid) o FMN (flavin mononucleòtid).
Les flavoproteïnes estan implicades en un ventall de processos biològics incloent la bioluminiscència, treure els radicals químics, contribuir a l'estrès oxidatiu, la fotosíntesi, la reparació d'ADN, i l'apoptosi.

## Descobriment
L'any 1879 en un treball científic sobre la llet de vaca es va aïllar un pigment groc que es va conèixer primer com lactocrom i després com flavina A la dècada de 1930 el mateix pigment es va aïllar de moltes fonts i reconegut com dins del complex de la vitamina B, se'n va determinar l'estructura el 1934 i va rebre el nom de riboflavina.
El 1935 es va mostrar que era un enzim.

## Característiques de les flavoproteïnes
Una important característica és la variabilitat en elpotencial de reducció estàndard (E’º) del nucleòtid de flavina lligat. La forta associació entre l'enzim i el grup prostètic confereix a l'anell de flavina un potencial de reducció típic d'aquella flavoproteïna en particular, que és de vegades molt diferent del potencial de reducció del nucleòtid de flavina lliure.
Les flavoproteïnes són sovint molt complexes; algunes tenen a més i nucleòtid de flaviina, ions inorgànics fortament units (ferro o molibdè, per exemple) que poden participar en la transferència d'electrons.
Certes flavoproteïnes actuen en un paper molt diferent com receptores de llum com en el cas del criptocroms.

## Funcions
Les flavoproteïnes estan implicades en molts processós biològics, incloent-hi a més dels ja citats:
1. eliminació de catecolamines
2. axoplasma i axolema
3. síntesi proteica
4. hematopoesi
5. estimula i allibera fosfat d'alta energia

Les propietats espectroscòpiques del cofactor de flavina el converteixen en un marcador natural dels canvis que es produeixen en el lloc actiu cosa que fa de les flavoproteïnes un dels enzims smés estudiats.

## Les flavoproteïnes com enzims

riboflavina.

Com enzims catalitzen reacciós redox utilitzant flavina mononucleòtido (FMN) o flavina adenina dinucleòtid (FAD) com coenzim.
Aquests coenzims, els nucleòtids de flavina, provenen de la vitamina riboflavina.